# Фехтовален клуб Пловдив
Фехтовален клуб Пловдив възниква през 2010 година като се профилира на оръжие сабя.

Клубът носи името на град Пловдив, един от най-старите европейски градове, построен на седем хълма. Пловдив има изградени традиции във фехтовката, тук се организира ежегодно „Аспарухов Меч“ – един от петте турнира „Гран при“ за световната купа на сабя. Провеждат се множество турнири, сред които и Европейското първенство 2009 година. Пловдив ще бъде домакин на Световно първенство по фехтовка за кадети и младежи през април 2014 г.

В клуба тренират предимно деца и юноши от града, отворен е за всички желаещи и любители. Залата, в която се провеждат тренировките, е обща за всички клубове в Пловдив, което създава подходяща атмосфера и екипен дух.

Състезатели

В клуба са картотекирани 25 състезатели, от които трима до 10 години, четирима до 13 години, осем до 15 години, един до 17 години, двама до 20 години и седем над 20 години.

Треньори

Тодор Тонев – републикански шампион, национален състезател, съдия републиканска категория, председател на Управителния Съвет на „Състезателен спортен клуб по фехтовка Пловдив БГ“. 2010 година получава сертификат от Европейската конфедерация по фехтовка за завършен треньорски курс на оръжие сабя, Букурещ, Румъния. Негови състезатели са национални шампиони и редовно постигат върхови резултати на републиканска категория.
Васил Миленчев – многократен републикански шампион на сабя, национален състезател, един от топ-съдиите на Mеждународната федерация по фехтовка. Негови състезатели са национални шампиони.

Избрани класирания

3-то място – Купа България 2013, сабя жени

1-во място – Купа България 2013, сабя девойки

1-во и 3-то място – Държавно първенство на България – финали 2012 – 2013, сабя момчета (до 13 г.)

1-во, 2-ро място и 3-то място – Държавно първенство на България – първи кръг 2012 – 2013, сабя жени

1-во, 2-ро място и 3-то място – Купа България 2012, сабя девойки

2-ро и 3-то място – Купа България 2012, сабя момичета (до 13 г.)

1-во и 2-ро място – Международен турнир Слобозия 2012, Румъния, сабя девойки

2-ро място – Международен турнир Слобозия 2012, Румъния, сабя девойки, отборен кръг

1-во и 3-то място – Държавно първенство на България – финали 2011 – 2012, сабя девойки

1-во място – Държавно първенство на България – финали 2011 – 2012, сабя девойки, отборен кръг

1-во място – Държавно първенство на България – финали 2011 – 2012, сабя кадетки

2-ро място – Държавно първенство на България – финали 2011 – 2012, сабя момичета (до 15 г.)

1-во място – Държавно първенство на България – финали 2011 – 2012, сабя момичета (до 13 г.)

2-ро място – Държавно първенство на България – финали 2011 – 2012, сабя момчета (до 10 г.)

2-ро и 3-то място – Държавно първенство на България – първи кръг 2011 – 2012, сабя жени

1-во място – Държавно първенство на България – първи кръг 2011 – 2012, сабя девойки

1-во място – Държавно първенство на България – първи кръг 2011 – 2012, сабя кадетки

2-ро място – Държавно първенство – финали 2010 – 2011, сабя кадетки

2-ро място – Държавно първенство – финали 2010 – 2011, сабя кадетки, отборен кръг

2-ро място – Купа България 2010, сабя кадетки

1-во и 3-то място – Купа България 2010, сабя девойки

1-во и 3-то място – Държавно първенство – първи кръг 2010 – 2011, сабя жени

3-то място – Държавно първенство – финали 2010 – 2011, сабя жени

1-во място – Купа България 2010, сабя жени

Международни участия

Международен турнир Сабята на Етрополски, 2013, София, 5-о място

Световно първенство по фехтовка за кадети и младежи, Пореч, Хърватска Архив на оригинала от 2013-12-05 в Wayback Machine., 2013

Международен турнир Слобозия, Румъния, 2012

Европейско първенство за младежи и девойки, гр. Пореч, Хърватска, 2012

Европейска купа Сабята на Етрополски, София, 2011

Цели на клуба
- Международни успехи и стандарт
- Засилване на спортната дейност и популяризиране на спорта сред младите и любители от всички възрасти чрез реализиране на различни проекти
- Сред целите на сдружението са още организиране на спортни състезания и турнири